# One Kiss (Calvin Harris e Dua Lipa)
One Kiss è un singolo del DJ britannico Calvin Harris e della cantante britannica Dua Lipa, pubblicato il 6 aprile 2018 e incluso nella riedizione del primo album in studio di quest'ultima Dua Lipa: The Complete Edition.

## Antefatti e pubblicazione
Il 21 marzo 2018, Harris ha cambiato il suo header di Twitter in un altro che presentava un codice QR al centro. Una volta scansionato, si poteva leggere «Calvin Harris & Dua Lipa - One Kiss». Aveva anche scritto sul proprio profilo Instagram che sarebbe uscito «un nuovo singolo tra circa 2 settimane». Il 2 aprile, entrambi gli artisti hanno annunciato la canzone con post identici sui social media, che rivelavano la copertina blu e la data di pubblicazione. Un lyric video è stato pubblicato insieme al singolo, con filmati di qualità VHS di due coppie riprodotti su un televisore vintage.
Durante il programma radiofonico di Kent Small sulla stazione radio australiana Nova 96.9, Lipa ha spiegato che Harris l'ha contattata mentre era in Giamaica per chiederle se aveva l'intenzione di lavorare insieme a lui. Aveva accettato e in seguito l'ha incontrato nella sua casa a Los Angeles, per poi registrare One Kiss ai God's Eyes Studios.

## Descrizione
One Kiss è una canzone uptempo dance pop e tropical house, che contiene elementi della musica house degli anni novanta. Presenta una lunga introduzione strumentale, dopodiché Lipa canta sui «synth morbidi» e poi passa a un «ritornello per lo più strumentale».

## Promozione
Harris e Lipa hanno eseguito One Kiss per la prima volta in televisione al Graham Norton Show il 20 aprile 2018. Lipa si è esibita da sola con la canzone alla cerimonia che precedeva la finale della UEFA Champions League 2018. La canzone è stata inserita in due medley del DJ dove era presente anche la cantante: ai Grammy Awards 2019, insieme a St. Vincent e nell'ambito degli annuali BRIT Award, insieme a Sam Smith e Rag'n'Bone Man il 20 febbraio 2019.

## Accoglienza
Hugh McIntyre per Forbes ha sottolineato che la canzone «sembra un omaggio alla musica house degli anni novanta, scrivendo che le voci non accreditate nel ritornello rubano la scena dai versi che presentano la riconoscibile voce di Lipa». Ha concluso ritenendo la canzone «una progressione naturale dall'ultimo singolo di Harris». Scrivendo per Idolator, Mike Wass l'ha considerata «la traccia più accattivante di Harris da This Is What You Came For» del 2016.
Lauren O'Neill di Vice ha affermato che la canzone «evoca la sua atmosfera estiva», nonostante la sua incapacità di «raggiungere le altezze silenziosamente euforiche di alcuni pezzi di Funk Wav Bounces Vol. 1». Ross McNeilage di MTV ha scritto che la canzone segna un «ritorno al territorio più familiare», definendola «una traccia house che diventerà senza dubbio la colonna sonora della nostra estate». Ha anche trovato «molto più edificante» rispetto alla precedente collaborazione dance di Lipa con Martin Garrix, Scared to Be Lonely.

## Video musicale
Il video, diretto da Emil Nava, è stato reso disponibile il 3 maggio 2018.

## Tracce
Testi e musiche di Dua Lipa, Jessie Reyez e Adam Wiles.
Download digitale, streaming
1. One Kiss – 3:34

Download digitale, streaming – Remixes EP
1. One Kiss (R3hab Remix) – 4:20
2. One Kiss (Jauz Remix) – 4:59
3. One Kiss (Oliver Heldens Remix) – 5:27
4. One Kiss (Valentino Khan Remix) – 4:55
5. One Kiss (Patrick Topping Remix) – 6:12
6. One Kiss (Zhu Remix) – 4:00
7. One Kiss (King Britt Remix) – 6:04

12"
- Lato A

1. One Kiss – 3:34

- Lato B

1. One Kiss (Extended Mix) – 4:42

## Formazione
Hanno partecipato alle registrazioni, secondo le note di copertina:
- Dua Lipa – voce
- Calvin Harris – produzione, missaggio
- Mike Marsh – mastering

## Successo commerciale
Nella settimana del 19 aprile 2018 One Kiss ha debuttato alla 3ª posizione nel Regno Unito. Nella settimana successiva ha detronizzato Nice for What di Drake arrivando alla vetta con 70 000 unità (di cui 22 000 copie digitali), dove rimane per otto settimane consecutive, prima di essere spodestata da I'll Be There di Jess Glynne. È inoltre diventata la nona numero uno di Harris e la seconda di Lipa, e quella a rimanere più settimane in cima per entrambi.
Negli Stati Uniti, è diventata la quattordicesima top forty di Harris e la seconda di Lipa nella Billboard Hot 100 grazie a 28,4 milioni di ascoltatori radiofonici, 9 000 copie digitali e 10,8 milioni di riproduzioni in streaming.

## Classifiche

### Classifiche settimanali
| Classifica (2018-22)  | Posizione massima |
| --------------------- | ----------------- |
| Australia             | 3                 |
| Austria               | 1                 |
| Belgio (Fiandre)      | 1                 |
| Belgio (Vallonia)     | 1                 |
| Brasile               | 80                |
| Bulgaria              | 3                 |
| Canada                | 6                 |
| Croazia               | 1                 |
| Danimarca             | 2                 |
| Estonia               | 1                 |
| Finlandia             | 3                 |
| Francia               | 2                 |
| Germania              | 1                 |
| Grecia                | 1                 |
| India                 | 12                |
| Irlanda               | 1                 |
| Islanda               | 1                 |
| Italia                | 8                 |
| Lettonia              | 1                 |
| Libano                | 1                 |
| Lituania              | 11                |
| Lussemburgo           | 1                 |
| Malaysia              | 5                 |
| Messico               | 6                 |
| Norvegia              | 5                 |
| Nuova Zelanda         | 6                 |
| Paesi Bassi           | 1                 |
| Panama                | 49                |
| Paraguay              | 74                |
| Polonia               | 1                 |
| Portogallo            | 1                 |
| Regno Unito           | 1                 |
| Repubblica Ceca       | 1                 |
| Repubblica Dominicana | 20                |
| Romania               | 3                 |
| Russia                | 1                 |
| Singapore             | 5                 |
| Slovacchia            | 1                 |
| Slovenia              | 1                 |
| Spagna                | 13                |
| Stati Uniti           | 26                |
| Svezia                | 4                 |
| Svizzera              | 2                 |
| Ucraina               | 40                |
| Ungheria              | 1                 |
| Vietnam               | 57                |

### Classifiche di fine anno
| Classifica (2018) | Posizione |
| ----------------- | --------- |
| Australia         | 20        |
| Austria           | 8         |
| Belgio (Fiandre)  | 1         |
| Belgio (Vallonia) | 2         |
| Brasile           | 92        |
| Bulgaria          | 8         |
| Canada            | 19        |
| Croazia           | 13        |
| Danimarca         | 9         |
| Estonia           | 7         |
| Francia           | 8         |
| Germania          | 4         |
| Irlanda           | 2         |
| Islanda           | 2         |
| Italia            | 19        |
| Nuova Zelanda     | 39        |
| Paesi Bassi       | 1         |
| Polonia           | 10        |
| Regno Unito       | 1         |
| Romania           | 16        |
| Russia            | 5         |
| Slovenia          | 10        |
| Spagna            | 23        |
| Stati Uniti       | 68        |
| Svezia            | 16        |
| Svizzera          | 9         |
| Ucraina           | 190       |
| Ungheria          | 6         |
| Classifica (2019) | Posizione |
| Portogallo        | 139       |
| Regno Unito       | 70        |

### Classifiche di fine decennio
| Classifica (2010-19) | Posizione |
| -------------------- | --------- |
| Regno Unito          | 38        |
| Russia               | 175       |